# Lista Roja de la UICN
La Lista Roja de Especies Amenazadas de la UICN (también denominada en algunas ocasiones como el Libro Rojo), creada en 1964, es el inventario más completo del estado de conservación de especies de animales y plantas a nivel mundial. La lista es elaborada por la Unión Internacional para la Conservación de la Naturaleza (UICN), la principal autoridad mundial en la materia. Para septiembre de 2021, la lista incluía 138374 especies, de las cuales 38543 (28%) están al borde de la extinción. Muchos gobiernos y organizaciones crean sus propias listas rojas regionales basadas generalmente en la elaborada por la UICN, en el que clasifican a las especies de su región que se encuentran bajo amenaza.
En inglés es: EX = Extinct. EW = Extinct in the wild. CR = Critically endangered. EN = Endangered. VU = Vulnerable. NT = Near Threatened. LC = Lower Concern. DD = Data Deficient. NE = Not Evaluated.
El objetivo es llevar al público la urgencia de los problemas de conservación, así como ayudar a la comunidad internacional a reducir la extinción. Es actualizada anualmente, realizándose un análisis en profundidad de las evaluaciones que contiene cada cuatro o cinco años.
Utiliza un conjunto de criterios para evaluar el riesgo de extinción de miles de especies y subespecies, los que suelen ser aplicables a prácticamente todos los taxones del planeta. La revaluación y adición de nuevas especies al listado se realiza mediante una revisión por pares de parte de las autoridades que colaboran en la elaboración de la obra, tal como el grupo de expertos que componen la Comisión de Supervivencia de Especies o, en el caso de las aves, la propia Birdlife International.

## Historia

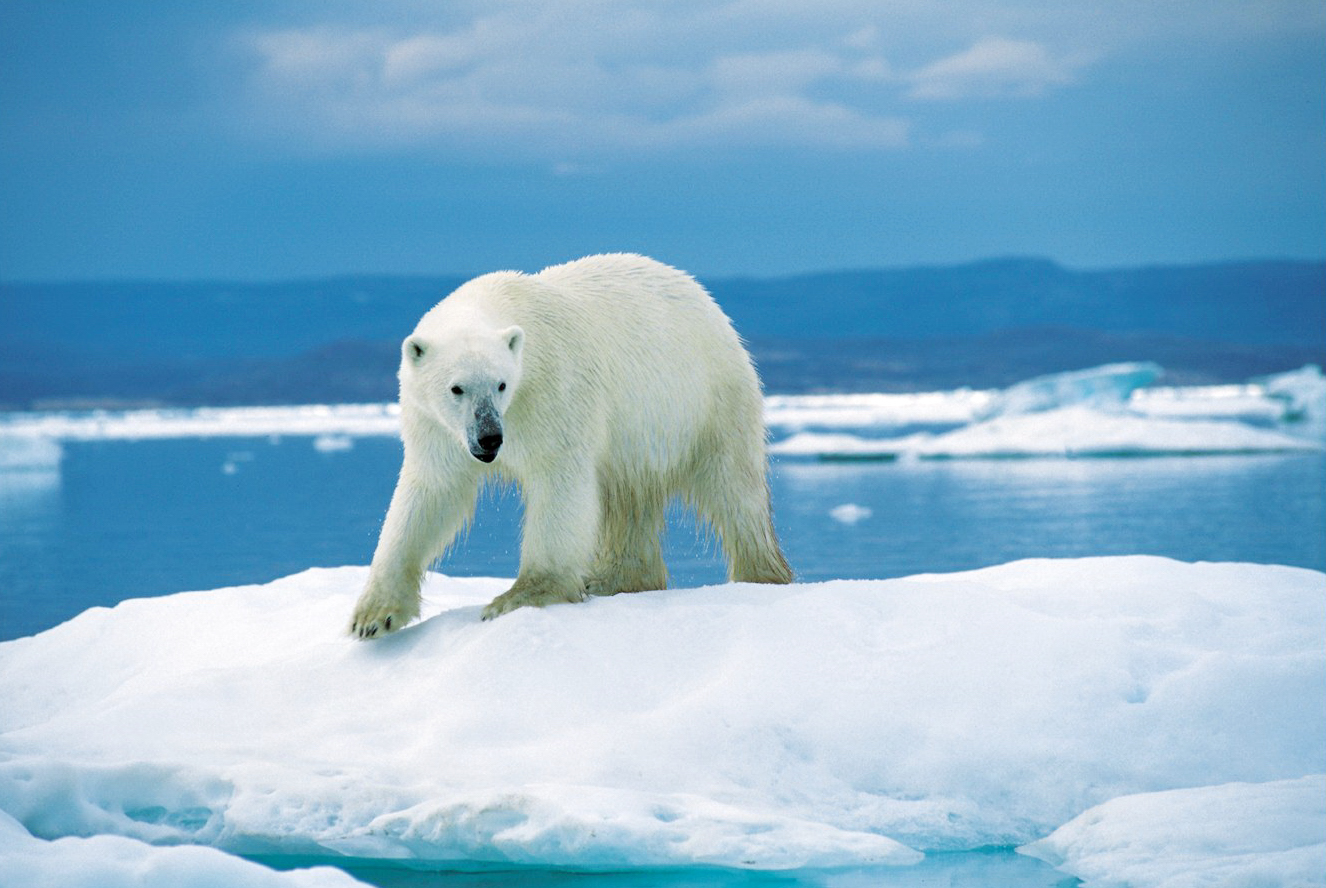
Oso polar, especie incluida en la Lista Roja desde 1982.

Categorías otorgadas por la versión 2.3 (1994) de la Lista Roja elaborada por la UICN.

La Lista Roja de la UICN fue concebida por primera vez en 1963, y durante más de 30 años la Comisión de Supervivencia de Especies (CSE o SSC por sus siglas en inglés) evaluó el estado de conservación de las especies en una escala global. Tras reconocerse la necesidad de revisar los criterios y categorías utilizados, en 1984 la CSE realizó un simposio en el que se examinaron los problemas y se propusieron algunas opciones de renovación, pero ninguna se terminó concretando.
Entretanto, en 1988 la lista ya incorporaba la evaluación de todas las aves. En 1989 comenzaría una nueva fase de trabajo para su reorganización, debido a un requerimiento presentado por el Comité Directivo de la CSE. De esta manera, en 1991 se anunció oficialmente la versión 1.0 de la lista, que en esencia era el primer paper que planteaba una nueva base para las categorías.
En 1992 se publicó la versión 2.0, que incluía la primera revisión mayor a la edición anterior, incluyendo un criterio numérico apropiado para todos los organismos. La versión 2.0 introdujo además la categoría para las especies no amenazadas. La posterior edición, numerada como la versión 2.1 y editada en 1993, incluía una estructura más explícita y clara de las categorías, mejorando y detallando los criterios de cada una.

Categorías otorgadas por la versión 3.1 de la Lista Roja elaborada por la UICN.

En 1994 apareció la versión 2.2, la que realizaba algunos cambios menores a la edición anterior y fusionaba la categoría de «susceptible» dentro de la clasificación de «vulnerable». En diciembre de ese mismo año se adaptaría la versión 2.3 de la Lista Roja, la que incluía un sistema estandarizado de categorías. La versión 2.3 de los criterios sería utilizada en la edición de 1996, la que por primera vez incluía el estado de conservación de todos los mamíferos, determinándose que un 25% de ellos se encontraban amenazados. La edición, que listaba a un total de 5.205 especies, también incluía al 11% de las aves estudiadas bajo la misma categoría de amenazadas.
La versión 2.3 de los criterios también fue utilizada en la Lista Roja del año 2000. En 1999 comenzó el desarrollo de la edición actual de las categorías, con el anuncio de la versión 3.0. En esta versión se propusieron algunos cambios a los criterios y las definiciones de algunos términos clave. Finalmente, en 2001 el Consejo de la UICN adoptó la versión 3.1 de las categorías y criterios, que es la utilizada actualmente e incluye importantes modificaciones a la estructura de la lista, como es la supresión de las categorías «dependiente de conservación» y «bajo riesgo», siendo las subcategorías de esta última incorporadas como nuevas clasificaciones.
El 6 de octubre de 2008 fue lanzada oficialmente la edición de ese año en el Congreso Mundial de la UICN realizado en Barcelona.

## Elaboración
Entre las principales organizaciones asesoras en el proceso de elaboración de la Lista Roja se encuentran BirdLife International, Conservation International, NatureServe, la Sociedad Zoológica de Londres y la propia Comisión de Supervivencia de Especies de la UICN.
La lista se actualiza anualmente, normalmente entre abril y mayo de cada año, realizándose una revisión mayor de los análisis de cada especie cada cuatro o cinco años.
Las organizaciones encargadas de todos o cierto grupo de taxones dentro de la lista se denominan Autoridades de la Lista Roja (ALR), también conocidas por su nombre en inglés como RLA.

## Categorías actuales

Gráfico que muestra a los taxones evaluados en las distintas categorías de la Lista Roja en su edición de 2008.

La versión 3.1 de los criterios y categorías de la Lista Roja, utilizada actualmente, considera nueve criterios estructurados de la siguiente manera, desde mayor a menor riesgo (las abreviaciones oficiales provienen del nombre original en idioma inglés):
- Extinta (EX),
- Extinta en estado silvestre (EW),
- En peligro crítico (CR),
- En peligro (EN),
- Vulnerable (VU),
- Casi amenazada (NT),
- Preocupación menor (LC),
- Datos insuficientes (DD),
- No evaluado (NE) (especie no evaluada para ninguna de las otras categorías).

De manera nominativa, las categorías VU, EN y CR integran al grupo de «especie amenazada». La lista incorpora también las categorías «no evaluado» (NE) para las especies que aún no han sido clasificadas y «datos insuficientes» (DD) para las especies que no poseen suficiente información para una clasificación rigurosa.
Los taxones que aún no han sido revaluados de acuerdo a los criterios de la versión 3.1 pueden seguir clasificados bajo alguna categoría de la versión 2.3.
Birdlife International, como autoridad de la Lista Roja, también considera las categorías de posiblemente extinto (PE) y posiblemente extinto en estado silvestre (PEW). Algunos expertos han sugerido que estas categorías sean incorporadas como oficiales.

## Categorías anteriores
La versión 2.3 de los criterios, establecida en 1994 y utilizada hasta la edición del año 2000, incorporaba además el criterio de «especie dependiente de conservación»  (CD). Este criterio era, junto a LC y NT, subcategoría de «bajo riesgo» (LR).

## Estadísticas
En la lista publicada en septiembre de 2021, figuraban los siguientes:
| Cifras globales de la Lista Roja (UICN 2021-2): | Cifras globales de la Lista Roja (UICN 2021-2): | n.º especies |
| ----------------------------------------------- | ----------------------------------------------- | ------------ |
|                                                 | Extinto                                         | 902          |
| Extinto en estado natural                       | 80                                              |              |
| En peligro crítico                              | 8.404                                           |              |
| En peligro                                      | 14.647                                          |              |
| Vulnerable                                      | 15.492                                          |              |
| Amenazado                                       | 8.127                                           |              |
| Bajo riesgo                                     | 170                                             |              |
| Preocupación menor                              | 71.148                                          |              |
| Datos insuficientes                             | 19,404                                          |              |
| Total de especies amenazadas                    | Total de especies amenazadas                    | 38.543       |
| Total de especies evaluadas                     | Total de especies evaluadas                     | 138.374      |

En la Lista Roja de 2021 figuran:
- El 14% de todas las aves
- El 26% de todos los mamíferos
- El 28% de todos los crustáceos
- El 33% de todos los corales
- El 34% de todos los reptiles
- El 37% de todos los condrictios (tiburones y mantarrayas)
- El 41% de todos los anfibios
- El 64% de todas las plantas cícadas

## Críticas
En algunas ocasiones, la Lista Roja ha sido criticada por no aclarar de manera suficiente cuáles son sus fuentes de información. Esas quejas han llevado a la UICN a mejorar el acceso a las fuentes citadas y la calidad de la documentación, incluyendo la revisión por pares por parte de las organizaciones que colaboran en la elaboración de la lista.
Se ha sugerido que las publicaciones como la Lista Roja y similares son propensas a ser utilizadas de manera equívoca por gobiernos y otras organizaciones, ya que pueden llegar a conclusiones erróneas que podrían afectar al medio ambiente o llevar a la explotación inadecuada de sus recursos naturales.